# Кус (Египет)
Кус (араб. قوص‎) — город в центральной части Египта, расположенный на территории мухафазы Кена.

## История
В древности город Геза (на месте которого ныне располагается Кус) являлся частью пятого септа (нома) Верхнего Египта, который именовался греками Коптским номом. В эпоху античности город был известен как Аполлонополь Парва или Аполлонополь Малый.
Город играл важную роль на раннем этапе истории Древнего Египта. Вероятно, он был отправным пунктом для экспедиций в каменоломни Вади-Хаммамат и на Красное море. До настоящего времени сохранились два пилона, представляющие собой руины храма Хароериса и Хекет, возведённого в период правления династии Птолемеев.

## Географическое положение
Город находится в западной части мухафазы, на правом берегу Нила, на расстоянии приблизительно километров к юго-западу от Кены, административного центра провинции. Абсолютная высота — 77 метров над уровнем моря.

## Демография
По данным переписи 2006 года численность населения Куса составляла 60 068 человек.
Динамика численности населения города по годам:
| 1986   | 1996   | 2006   |
| ------ | ------ | ------ |
| 42 617 | 49 054 | 60 068 |

## Экономика
- Фабрика Сахар Кус город.[6]

- Аль-Ага Фирма.[7]

- Фирма Целлюлозно-бумажная промышленность.[8]

## Транспорт
Ближайший аэропорт расположен в городе Луксор.